# Victor Lessard (série télévisée)
Victor Lessard est une série télévisée québécoise en trente épisodes de 42 minutes créée par Martin Michaud d'après ses romans Je me souviens et Violence à l'origine, et mise en ligne entre le 14 mars 2017 et le 24 octobre 2019 sur le Club Illico, puis à la télévision à partir du 31 janvier 2018 au 17 décembre 2020 sur addikTV.

## Synopsis
Les enquêtes du sergent Victor Lessard à Montréal. 
Saison 1 : De retour en fonction après une mission qui a mal tourné, Victor Lessard doit élucider avec sa coéquipière le suicide d’un sans-abri ainsi que le meurtre crapuleux d’une femme inspiré de tortures utilisées à l’époque médiévale. Mais d’autres meurtres ritualisés seront commis et il deviendra impératif pour Victor Lessard d’en arriver à résoudre le mystère rapidement. 

## Distribution
- Patrice Robitaille : Victor Lessard
- Julie Le Breton : Jacinthe Taillon
- Sarah Dagenais-Hakim : Nadja Fernandez
- Maxime Mailloux : Loïc Dubois
- Antoine L'Écuyer : Martin Lessard
- Gilbert Sicotte : Ted Rutherford
- Denis Trudel : Paul Delaney
- Paul Doucet : Maurice Tanguay
- Catherine Bérubé : Isabelle Harper
- Thomas Beaudoin : William Bennett
- Lise Roy : Judith Harper
- Marc Béland : Dr Mark McNeil
- Jacques Allard : Philip Lawson
- Adrien Bletton : Louis-Charles Rivard
- Mylène Mackay : Virginie Tousignant
- Michel Dumont : Daniel Tousignant
- Martin Dubreuil : André Lortie
- Marianne Fortier : Lilly-Jade Dupré-Lafontaine
- Antoine Pilon : Simon Tanguay
- Laurie Babin : Myriam Cummings
- Félix-Antoine Duval : Dante Salvador
- Mathieu Baron : Valeri Mardaev
- Luc Senay : Grant Emerson
- Gilles Renaud : Eugène Mayrand
- Spiro Malandrakis : Clark Wood
- Luc Guérin : Marc Piché
- Benoit McGinnis : Samuel Martineau
- Germain Houde : Henri Lessard
- Evelyne Gélinas : Ghyslaine Corbeil
- Mark-Antony Krupa : Zardo
- Patrick Drolet : François Lachaîne
- Catherine Chabot : Carolanne
- Francis Ducharme : Nash

## Fiche technique
- Scénaristes : Martin Michaud, Frédéric Ouellet, Michelle Allen
- Réalisateur : Patrice Sauvé, François Gingras
- Société de production : Pixcom

## Épisodes

### Première saison (2017)
1. Ne jamais détruire
2. Watermelon Man
3. Summit Woods
4. MK-ULTRA
5. Le Vrai, le faux
6. On a notre homme
7. Les Heures sombres
8. Une compagnie qui empile les cadavres
9. Geronimo
10. Dernier abîme

### Seconde saison (2018)
1. Fais un vœu
2. Branché sur le 220
3. Les liens du sang
4. Cage de verre
5. Un père, une fille
6. Il reste le Père Noël
7. Tanguay et fils
8. Musée des horreurs
9. Livraison à domicile
10. La Pièce noire

### Troisième saison (2019)
Elle a été mise en ligne le 24 octobre 2019 sur le Club Illico.
Tome de la saison 3 se nomme : Ghetto X.
1. Nom de code Victor
2. Le Poids de chaque seconde
3. Revenir chez les vivants
4. Les Faux souvenirs
5. Joseph X
6. SNRS
7. Face à face
8. Frères d'armes
9. L'Œil de la tempête
10. Moment de vérité

## Commentaire
En avril 2021, il est confirmé que la série ne reviendra pas pour une quatrième saison.